# Balé Mulato (turnê)
Balé Mulato foi uma turnê da cantora brasileira Daniela Mercury, iniciada em 11 de março de 2006, no Citibank Hall, em São Paulo e concluída em 27 de novembro de 2008, no Gran Rex, em Buenos Aires.

## Desenvolvimento
O cenário da turnê foi assinado pelo artista plástico Joãozito, que continha panos de chita evocavam a estética das favelas brasileiras com imagens de inspiração barroca.

## Gravações e transmissões
O show de 24 de abril de 2006, em Lisboa, foi gravado e transmitido pela televisão portuguesa RTP, num especial chamado Daniela Mercury ao Vivo no Coliseu de Lisboa em 28 de julho. O concerto do dia 17 de setembro de 2006, no Farol da Barra, em Salvador, foi gravado para um lançamento em CD e DVD. A apresentação gratuita fez parte das comemorações dos 60 anos do Sesc. O DVD, intitulado Balé Mulato - Ao Vivo e dirigido por Lírio Ferreira, foi lançado em novembro do mesmo ano. Um ano depois, em 8 de novembro de 2007, o trabalho recebeu o Grammy Latino de melhor álbum de música regional ou de raízes brasileira, o primeiro da cantora após quatro indicações frustradas.

## Repertório
Este repertório foi obtido a partir do concerto de 11 de março de 2006, realizado no Citibank Hall em São Paulo. Ele não representa todos os shows ao longo da turnê.
1. "Levada Brasileira"
2. "Olha o Gandhi Aí"
3. "Nobre Vagabundo"
4. "Baianidade Nagô"
5. "Prefixo de Verão"
6. "Só No Balanço do Mar"
7. "Feijão de Corda"
8. "Topo do Mundo"
9. "Nem Tudo Funciona de Verdade"
10. "Pensar em Você"
11. "Amor de Ninguém"
12. "Você Não Entende Nada"
13. "Ciranda das Panelas"
14. "Ilê Aiyê (Que Bloco É Esse)"
15. "O Mais Belo dos Belos"
16. "Por Amor ao Ilê"
17. "Ilê Pérola Negra (O Canto do Negro)"
18. "Rapunzel"
19. "Maimbê Dandá"

Bis
1. "Levada Brasileira"
2. "Swing da Cor"
3. "O Canto da Cidade"

## Datas
| Data                   | Cidade            | País          | Local                                          |
| ---------------------- | ----------------- | ------------- | ---------------------------------------------- |
| América do Sul         |                   |               |                                                |
| 11 de março de 2006    | São Paulo         | Brasil        | Citibank Hall                                  |
| 12 de março de 2006    | São Paulo         | Brasil        | Citibank Hall                                  |
| 16 de março de 2006    | Rio de Janeiro    | Brasil        | Canecão                                        |
| 17 de março de 2006    | Rio de Janeiro    | Brasil        | Canecão                                        |
| 22 de março de 2006    | Florianópolis     | Brasil        | Passarela Nego Quirido                         |
| 23 de março de 2006    | Xanxerê           | Brasil        | Parque de Exposições Rovilho Bortoluzzi        |
| 8 de abril de 2006     | Feira de Santana  | Brasil        | Caju de Ouro                                   |
| Europa                 |                   |               |                                                |
| 24 de abril de 2006    | Aveiro            | Portugal      | Parque de Exposições de Aveiro                 |
| 26 de abril de 2006    | Porto             | Portugal      | Coliseu do Porto                               |
| 24 de abril de 2006    | Lisboa            | Portugal      | Coliseu dos Recreios                           |
| América do Sul         |                   |               |                                                |
| 29 de abril de 2006    | Ipatinga          | Brasil        | Espaço Kart Clube                              |
| Europa                 |                   |               |                                                |
| 2 de junho de 2006     | Valongo           | Portugal      | Campo de Jogos da União Desportiva Valonguense |
| 3 de junho de 2006     | Coimbra           | Portugal      | -                                              |
| 9 de junho de 2006     | Cascais           | Portugal      | Recinto das Festas de Rãs                      |
| 10 de junho de 2006    | Anadia            | Portugal      | Estádio Sérgio Conceição                       |
| 11 de junho de 2006    | Grandola          | Portugal      | Parque de Feiras e Exposições                  |
| 13 de junho de 2006    | Berlin            | Alemanha      | -                                              |
| 14 de junho de 2006    | Leiria            | Portugal      | Estádio Municipal Dr. Magalhães Pessoa         |
| 16 de junho de 2006    | Braga             | Portugal      | Estádio 1° de Maio                             |
| 18 de junho de 2006    | Munique           | Alemanha      | -                                              |
| 19 de junho de 2006    | Colônia           | Alemanha      | -                                              |
| 22 de junho de 2006    | Dortmund          | Alemanha      | -                                              |
| 24 de junho de 2006    | Geneva            | Suíça         | -                                              |
| 25 de junho de 2006    | Milão             | Itália        | -                                              |
| 26 de junho de 2006    | Roma              | Itália        | -                                              |
| 1° de julho de 2006    | Hamburgo          | Alemanha      | -                                              |
| 5 de julho de 2006     | Munique           | Alemanha      | Munich Football Arena                          |
| 8 de julho de 2006     | Lisboa            | Portugal      | Evento fechado                                 |
| 9 de julho de 2006     | Berlin            | Alemanha      | Haus der Kulturen der Welt                     |
| 11 de julho de 2006    | Mainz             | Alemanha      | Kulturzentrum                                  |
| 15 de julho de 2006    | Stuttgart         | Alemanha      | -                                              |
| 22 de julho de 2006    | Alverca           | Portugal      | Estádio do Alverca                             |
| 28 de julho de 2006    | Açores            | Portugal      | Parque Desportivo da Fajã de Cima              |
| 29 de julho de 2006    | Ovar              | Portugal      | Parque Desportivo da Associação Ovarense       |
| 12 de agosto de 2006   | Mindelo           | Cabo Verde    | Baía das Gatas                                 |
| 14 de agosto de 2006   | Águeda            | Portugal      | -                                              |
| 15 de agosto de 2006   | Olhão             | Portugal      | Jardim Pescador Olhanense                      |
| América do Sul         |                   |               |                                                |
| 19 de agosto de 2006   | Santa Cruz do Sul | Brasil        | Praça Getúlio Vargas                           |
| 25 de agosto de 2006   | Brasília          | Brasil        | -                                              |
| 17 de setembro de 2006 | Salvador          | Brasil        | Farol da Barra                                 |
| 25 de novembro de 2006 | Manaus            | Brasil        | Hotel Tropical                                 |
| 2 de dezembro de 2006  | Porto Alegre      | Brasil        | Anfiteatro Pôr do Sol                          |
| 9 de dezembro de 2006  | Fortaleza         | Brasil        | -                                              |
| 10 de dezembro de 2006 | Rio de Janeiro    | Brasil        | Aterro do Flamengo                             |
| 20 de dezembro de 2006 | Sauipe            | Brasil        | -                                              |
| 31 de dezembro de 2006 | Salvador          | Brasil        | Reveillon dos Caminhos                         |
| 31 de dezembro de 2006 | Salvador          | Brasil        | Projeto Pôr-do-Sol                             |
| 1 de janeiro de 2007   | Salvador          | Brasil        | Farol da Barra                                 |
| 6 de janeiro de 2007   | Viña del Mar      | Chile         | Casino Enjoy                                   |
| 11 de janeiro de 2007  | Salvador          | Brasil        | Bahia Marina                                   |
| 31 de março de 2007    | Belo Horizonte    | Brasil        | Estádio Governador Magalhães Pinto             |
| 1 de maio de 2007      | Rio de Janeiro    | Brasil        | Praia de Copacabana                            |
| Europa                 |                   |               |                                                |
| 11 de junho de 2007    | -                 | Portugal      | -                                              |
| 13 de junho de 2007    | -                 | Portugal      | -                                              |
| 14 de junho de 2007    | -                 | Portugal      | -                                              |
| 15 de junho de 2007    | -                 | Portugal      | -                                              |
| 16 de junho de 2007    | -                 | Portugal      | -                                              |
| 17 de junho de 2007    | -                 | Portugal      | -                                              |
| 18 de junho de 2007    | -                 | Portugal      | -                                              |
| 20 de junho de 2007    | Lisboa            | Portugal      | Alto da Ajuda                                  |
| Ásia                   |                   |               |                                                |
| 10 de julho de 2007    | Tel Aviv          | Israel        | Amphi Teatro Raanana                           |
| América do Sul         |                   |               |                                                |
| 8 de agosto de 2007    | São Luís          | Brasil        | Praça Maria Aragão                             |
| 18 de agosto de 2007   | Corumbá           | Brasil        | Pavilhão do Porto                              |
| 16 de setembro de 2007 | Goiânia           | Brasil        | Parque Flamboyant                              |
| 30 de setembro de 2007 | São Paulo         | Brasil        | Clube Hípico de Santo Amaro                    |
| América do Norte       |                   |               |                                                |
| 9 de novembro de 2007  | Monterrey         | México        | Plaza 400 Años                                 |
| 10 de novembro de 2007 | Guadalajara       | México        | Teatro Diana                                   |
| América do Sul         |                   |               |                                                |
| 24 de novembro de 2007 | Vitória           | Brasil        | Ginásio Salesiano Dom Bosco                    |
| 1 de março de 2008     | Salvador          | Brasil        | Lavagem de Arembepe                            |
| 28 de março de 2008    | Paulínia          | Brasil        | Sambódromo de Paulínia                         |
| Europa                 |                   | Brasil        |                                                |
| 17 de maio de 2008     | Valência          | Espanha       | Benidorm                                       |
| 19 de maio de 2008     | Bonn              | Alemanha      | Museumplatz Boon Open Air                      |
| África                 |                   |               |                                                |
| 22 de maio de 2008     | Rabat             | Marrocos      | Rio Bu Regregue                                |
| Europa                 |                   |               |                                                |
| 24 de maio de 2008     | Genebra           | Suíça         | Aeroporto Internacional de Genebra             |
| 26 de maio de 2008     | Zurique           | Suíça         | Volkshaus Club                                 |
| 28 de maio de 2008     | Amsterdã          | Países Baixos | Paradiso Club                                  |
| 31 de maio de 2008     | Paris             | França        | Élysée Montmartre                              |
| 1 de junho de 2008     | Londres           | Reino Unido   | Brixton Academy                                |
| 4 de junho de 2008     | Glasgow           | Escócia       | Carling Academy Glasgow                        |
| 5 de junho de 2008     | Dublin            | Irlanda       | The Ambassador Theatre                         |
| 6 de junho de 2008     | Londres           | Reino Unido   | Indigo at the O2                               |
| América do Sul         |                   |               |                                                |
| 21 de junho de 2008    | Salvador          | Brasil        | Pelourinho                                     |
| 22 de junho de 2008    | Ilhéus            | Brasil        | Avenida Soares Lopes                           |
| 23 de junho de 2008    | Porto Seguro      | Brasil        | Passarela do Álcool                            |
| 28 de junho de 2008    | Cuiabá            | Brasil        | Palácio da Instrução                           |
| 4 de julho de 2008     | Mar de Espanha    | Brasil        | Parque de Exposições de Mar de Espanha         |
| 5 de julho de 2008     | Leopoldina        | Brasil        | Parque de Exposições de Leopoldina             |
| 27 de julho de 2008    | Cordeiro          | Brasil        | Parque Raul Veiga                              |
| 15 de agosto de 2008   | Sorocaba          | Brasil        | Paço Municipal de Sorocaba                     |
| 13 de setembro de 2008 | Natal             | Brasil        | Vila Folia                                     |
| 13 de novembro de 2008 | Curitiba          | Brasil        | Curitiba Master Hall                           |
| 27 de novembro de 2008 | Buenos Aires      | Argentina     | Gran Rex                                       |

## Banda
Fonte:
- Alexandre Vargas — guitarra
- Gerson Silva — guitarra
- Diógenes Senna — teclados
- Júlio César — baixo
- Ramon Cruz — bateria
- Cláudio Alves — percussão
- Daniela Penna — percussão
- Emerson Taquari — percussão
- Rudson Almeida — percussão
- Gil Alves, Joelma Silva — vozes